# Самтер (округ, Флорида)
Шаблон:StateAbbr_ 28°43′ пн. ш. 82°05′ зх. д. / 28.71° пн. ш. 82.08° зх. д.
Округ Самтер (англ. Levy County) — округ (графство) у штаті Флорида, США. Ідентифікатор округу 12119. Згідно перепису населення у 2010 році, населення округу складало 93 420 осіб. Округ має найстарший медіанний вік населення (62,7 роки) зі всіх округів США. Окружний центр — місто Бушнелл, найбільша громада — Те-Вілледжес.

## Географія
За даними Бюро перепису населення США, загальна площа округу становить 580 квадратних миль (1 500 км²), з них 547 квадратних миль (1 420 км²) — суша, а 33 квадратних миль (85 км²) (5,7 %) — вода.

## Суміжні округи
- Меріон, Флорида — північ.
- Лейк, Флорида — схід.
- Полк, Флорида — південний схід.
- Паско, Флорида — південний захід.
- Цитрус, Флорида — захід.
- Ернандо, Флорида — захід.